# Fruttarismo
Il fruttarismo o fruttarianesimo è una dieta basata sul consumo esclusivo o prevalente di frutta.
La pratica essenziale del fruttarismo, da cui derivano tutte le altre interpretazioni, prevede il consumo della frutta propriamente detta, degli ortaggi a frutto e dei semi classificati tra la frutta secca.
Equivocata talora come una forma estrema di veganismo, in realtà il fruttarismo è una forma di "archeodieta", basata sull'assunto che un'alimentazione a base di frutti sia la più adatta all'apparato digerente umano rimasto sostanzialmente immutato da quello dei primi ominidi e funzionale solo ad un'alimentazione frugivora. Il fruttarismo si pone in contrasto con la teoria dell'ominazione, basata sulla pratica della caccia e del consumo della carne in un'alimentazione onnivora, e asserisce che in natura nessuna scimmia antropomorfa è una specie a dieta solo frugivora e neanche a dieta solo vegetale.
Essendo un'alimentazione solo vegetale, il fruttarismo, così come il veganismo, non fornisce la vitamina B12 che deve essere pertanto integrata artificialmente al fine di evitare conseguenze sulla salute potenzialmente gravi.

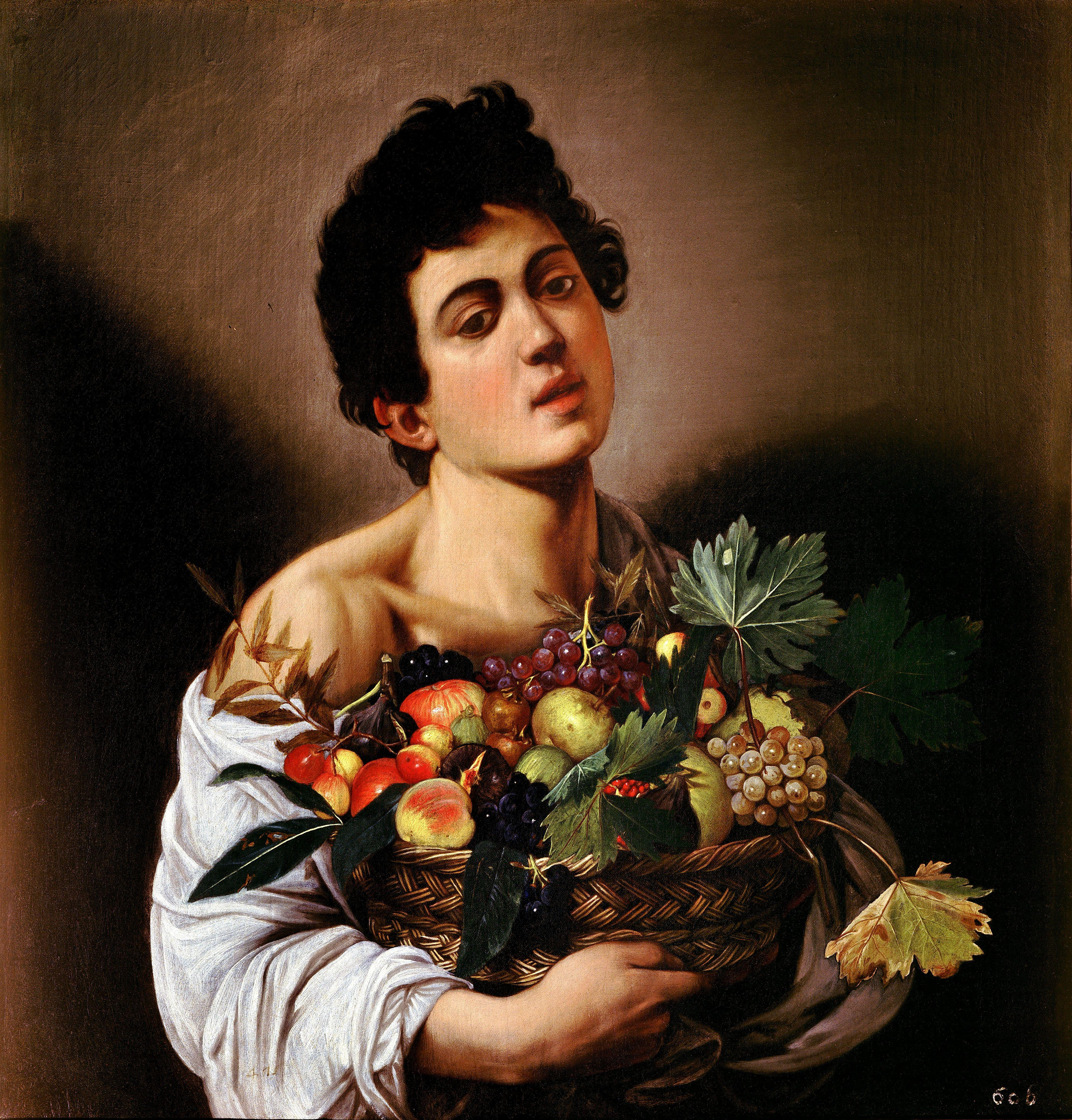
Fanciullo con canestra di frutta - Caravaggio

## Caratteristiche

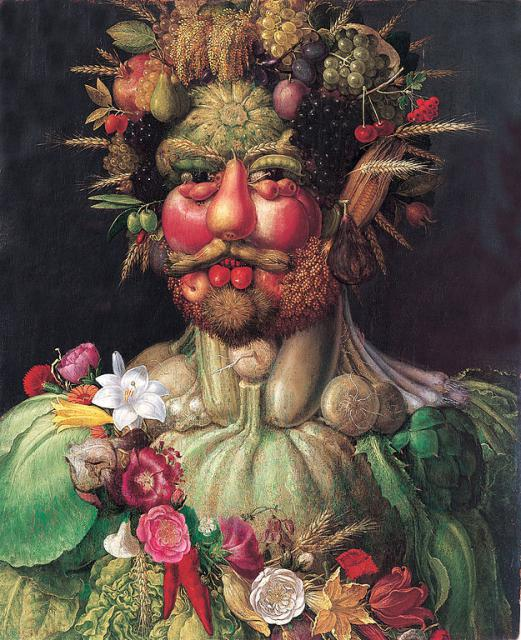
Vertumno - Giuseppe Arcimboldo

Il fruttarismo è basato sulla credenza che l'uomo, da un punto di vista biologico, sia frugivoro, ossia che la sua alimentazione naturale sia costituita da frutta. Da un punto di vista scientifico, tuttavia, è appurato che la specie umana è onnivora.
Il regime alimentare ha anche motivazioni etiche basate sul fatto che le piante, in quanto esseri viventi come gli animali, non debbano in alcun modo essere sfruttate e danneggiate. Il fruttarismo può inoltre avere delle motivazioni religiose o di origine religiosa.
Ogni regime dietetico che si basi, in modo esclusivo o prevalente, sul consumo di frutta comporta il serio rischio di provocare gravi carenze nutrizionali e il conseguente sviluppo di patologie associate, con la possibilità di procurare danni all'organismo, anche irreversibili.
Nel fruttarismo, una persona si alimenta di frutti, in modo prevalente o esclusivo, perché convinta che l'uomo sia una specie frugivora. Oppure perché è mossa da considerazioni etiche simili a quelle del veganismo. Se i vegani portano rispetto alla vita animale, in nome dell'antispecismo, i fruttariani vanno oltre, evitando di apportare danni alla vita vegetale.
Le due motivazioni (alimentare ed etica) convivono sempre insieme, tuttavia l'approccio alimentare è prevalente.
Il fruttarismo viene spesso considerato come una forma ristretta di veganismo, allo stesso modo in cui il veganismo viene considerato una forma ristretta di vegetarianismo. In realtà sarebbe più corretto, per concezione, considerare il fruttarismo come una forma ristretta di paleodieta.

### Motivazioni di origine religiosa

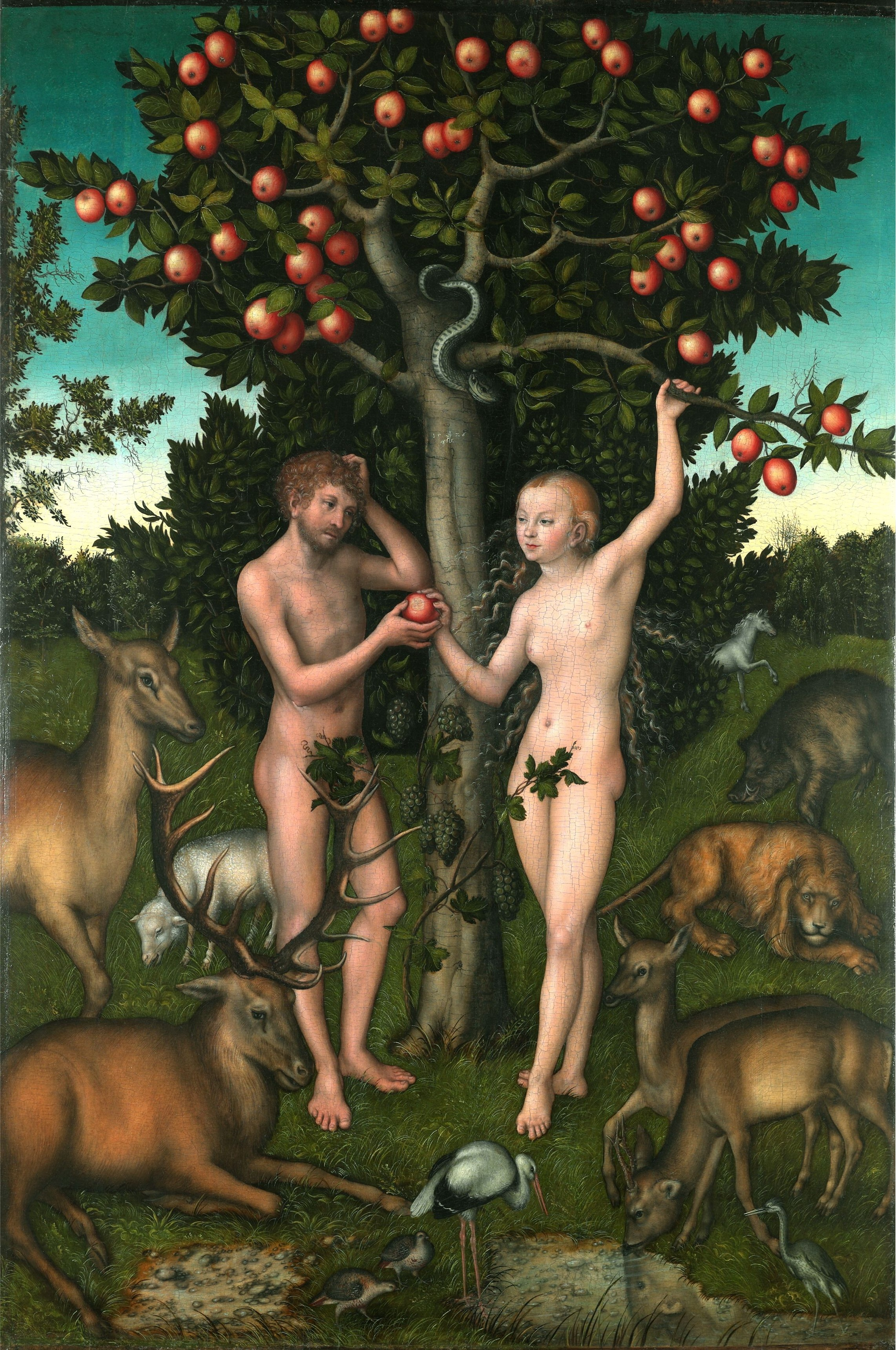
Adamo ed Eva - Lucas Cranach

Alcuni fruttariani sono certi che il fruttarismo sia la dieta originale per il genere umano, inteso in senso religioso nella forma di Adamo ed Eva, e basato sulla Genesi 1:29. Essi credono che un ritorno a una forma simile all'Eden, del paradiso, richiederà una semplicità volontaria e un approccio olistico per la salute e per la dieta.
Altri aderiscono al fruttarismo desiderando riconoscersi nel precetto dell'ahimsa, comune al giainismo all'induismo e al buddhismo, ovvero nell'assenza del desiderio di uccidere ferire o danneggiare, in alcun modo, qualunque essere vivente, incluse le piante.

### Motivazioni ecologiste
I fruttariani inoltre:
- sono convinti che il fruttarismo rispetti anche la vita e l'integrità delle piante;
- ritengono che la coltivazione delle piante da frutti non preveda cicli in cui i campi coltivati restano spogli, con conseguenze positive per il riscaldamento globale visto che l'energia radiante del sole in un terreno coltivato, grazie alla fotosintesi, si trasforma in parte in energia chimica, con sottrazione di CO2 dall'atmosfera, mentre in un terreno incolto si trasforma tutta in calore, senza sottrazione di CO2 dall'atmosfera.

Le più immediate contraddizioni etiche salutistiche ed ecologiche del fruttarismo sono, sempre nell'ordine: 
- che con lo stile di vita odierno viene meno la dispersione utile dei semi attraverso l'alimentazione umana, perché i semi dei frutti di cui ci si alimenta finiscono tra i rifiuti;
- che la mancata contaminazione dei frutti in commercio con microorganismi ed invertebrati infestanti, perché in agricoltura si usano i pesticidi, elimina quella componente carnivora che assicura nutrienti essenziali (come la vitamina B12) agli animali frugivori in natura, che a rigore sono frugivori ed insettivori;
- che lo spostamento di frutta coltivata nella fascia equatoriale, come le banane ad esempio, verso latitudini più alte, può avvenire solo con mezzi di trasporto (navi container, ecc.) che producono CO2 e quindi con impatto negativo per il riscaldamento globale.

## La credenza dell'uomo frugivoro

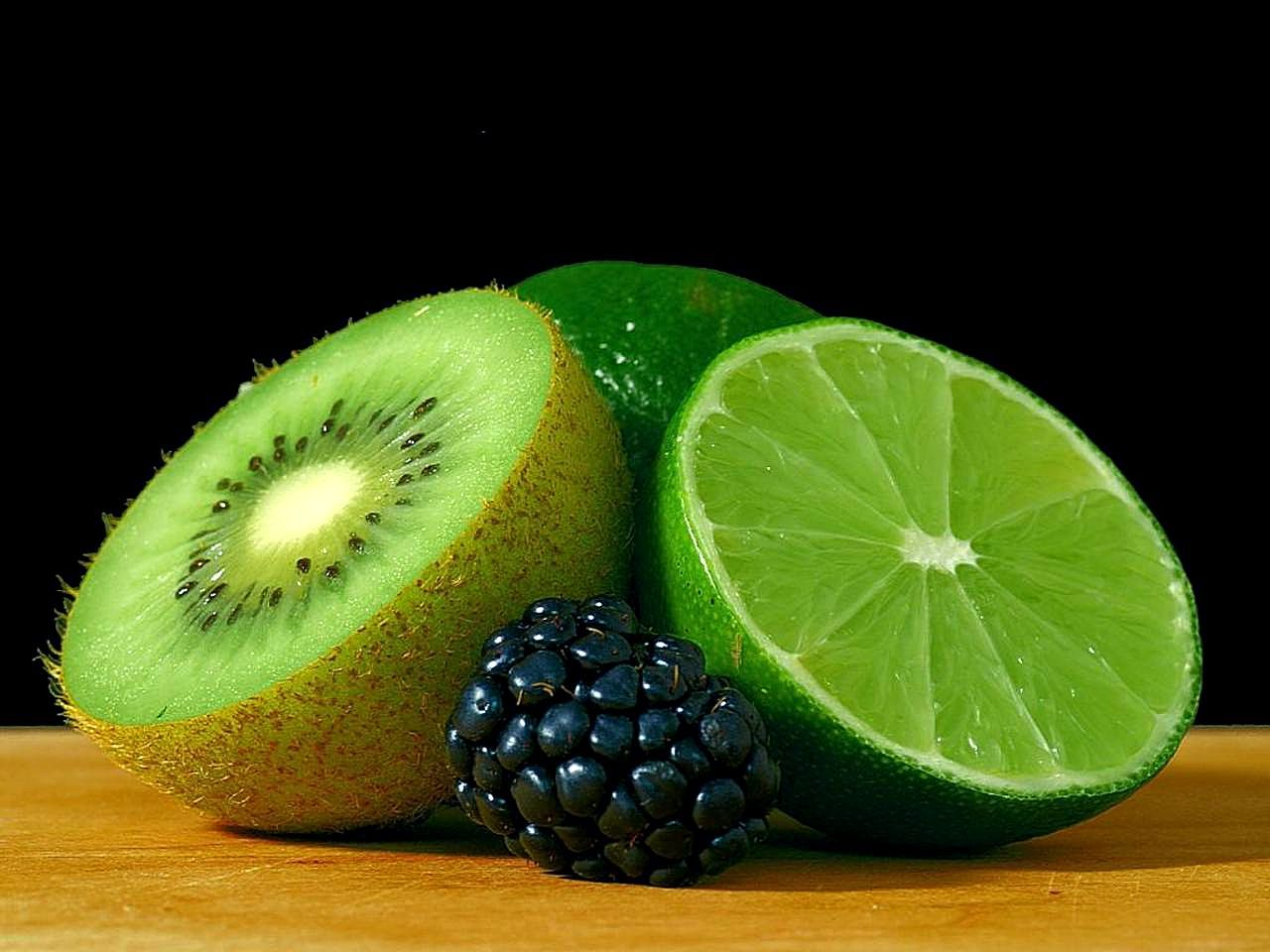
Frutta mista

I fruttariani, come si è detto, sono certi che l'uomo sia frugivoro, adducendo varie motivazioni di carattere pseudoscientifico, quali ad esempio la morfologia della dentatura o dell'apparato digerente: l'evidenza scientifica tuttavia indica che l'uomo è un animale onnivoro.
Una delle motivazioni addotte dai fruttariani per sostenere la correttezza della propria dieta è inoltre quella di citare (in modo distorto) uno studio del 1979, dove il professor Alan Walker, un paleontologo della Johns Hopkins University, riportò alcuni studi preliminari sullo smalto dei denti nei primi ominidi, ipotizzando che quelli da cui si è evoluto l'homo erectus, avessero una dieta basata principalmente sulla frutta.
In realtà nell'articolo si faceva una pura e semplice ipotesi, che lo stesso Walker ha smentito in studi successivi; inoltre già nello studio del 1979, Walker ricordava che l'homo erectus fosse onnivoro e si nutrisse regolarmente di carne.
La ricerca paleontologica più recente ha inoltre rilevato un crescente consumo di proteine animali, documentatamente ascritto circa al periodo della separazione Homo-Australopithecus, incrementatasi nel corso del paleolitico. Questo sarebbe avvenuto in conseguenza del fatto che lo sviluppo del cervello e l'aumento dell'intelligenza, permettendo all'uomo la realizzazione di strumenti e tecniche di caccia e allevamento, di utensili e tecniche di trattamento e cottura degli alimenti, avrebbe aperto l'accessibilità a risorse alimentari altrimenti non reperibili non appetibili non masticabili e non digeribili.

## Definizione di frutta per i fruttariani

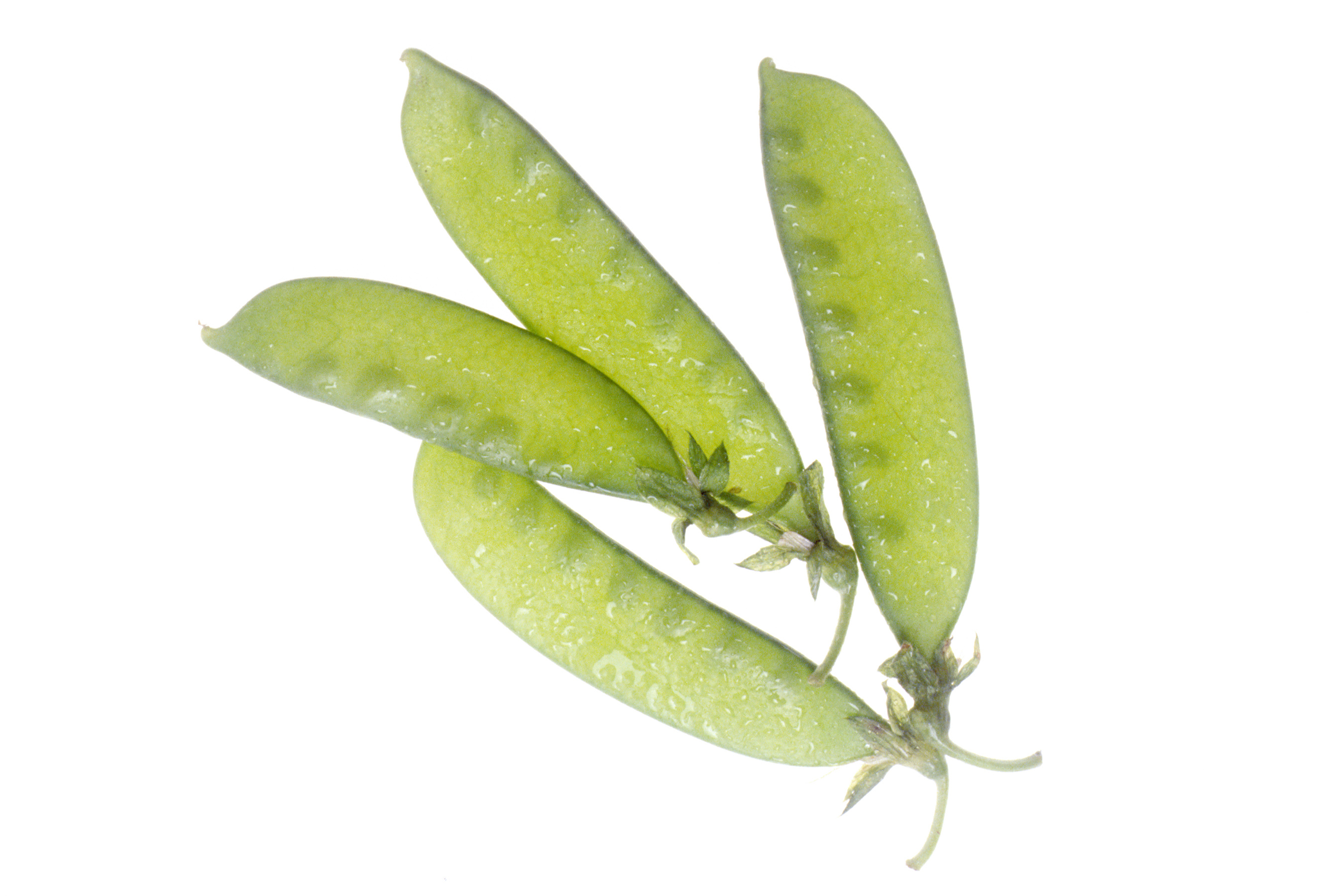
I baccelli dei piselli sono frutti

È bene precisare che i fruttariani non si alimentano di frutta, ma di frutti, inclusi i falsi frutti. Questi indicano un qualunque organo di una pianta che racchiuda almeno un seme, ovvero un embrione vegetale pronto a germogliare. Nel fruttarismo sono considerati frutti anche quelli privi di semi, come ad esempio le banane o certi tipi di agrumi.
Se in botanica quindi il frutto è quell'organo della pianta che ha lo scopo di proteggere il seme e favorirne la sua dispersione, nel linguaggio comune invece ci si riferisce alla frutta solo per il suo significato culinario e quindi per frutta si intendono solo i frutti dolci.
Per i fruttariani il significato della frutta è quello botanico ma è loro uso classificare la frutta anche secondo un personale significato culinario che dà luogo alle seguenti tipologie: 
- frutti dolci (mela, pera, pesca, banana, kiwi, ecc.)
- frutti amari (karela, pompelmo, melangolo, chinotto, ecc.)
- frutti piccanti (peperoncino, pepe, senape, ecc.)
- frutti ortaggi (melanzana, zucca, zucchina, pomodoro, peperone, cetriolo, sechio, carosello, barattiere, ocra, cocuncio, ecc.)
- frutti grassi (oliva, avocado, durian[19], ecc.)
- frutti aspri (limone, cedro, lime, ecc.)
- frutti amidacei (platano, artocarpus, ecc.)
- frutti baccelli (carruba, fagiolo, pisello, fava, ecc.)
- frutti noci (noce, mandorlo, ecc.)
- frutti spiga (mais, grano, ecc.)

La ricerca dei fruttariani di nuovi possibili alimenti dà vita ad ulteriori tipologie, soltanto teoriche o potenziali:
- frutti esotici (kiwano, carambola, feijoa, ecc.)
- frutti antichi (giuggiola, corbezzolo, sorbo, ecc.)
- frutti acquatici (trigolo, posidonia, ecc.)

Nel fruttarismo vengono inoltre rivalutati alcuni cibi, è il caso ad esempio delle scorze dei baccelli. Per questi infatti non solo l'uso alimentare ma lo stesso valore nutrizionale è andato dimenticato, sebbene siano assolutamente eduli e di effettivo impiego in antiche ricette della tradizione contadina.
Così pure il mallo delle mandorle immature, la buccia verde che ricopre il guscio ligneo contenente il seme, può essere anch'esso utilizzato a scopo alimentare. Il mallo delle noci immature invece non viene utilizzato a scopi alimentari diretti e non si trova in commercio, ma entra nella composizione del liquore di noci. Possono essere inclusi gli oli di polpa di frutti (oliva, avocado), le farine di polpa di frutti (zucca, platano, carruba, jackfruit, pomodoro), le salse i concentrati e i pelati di pomodoro, spezie come la paprica dolce e il fruttosio in commercio purché derivato dalla frutta.
Nel fruttarismo, considerato il relativo elevato contenuto d'acqua nella frutta fresca, l'assunzione della comune acqua potabile o dell'acqua minerale, sebbene sia permessa, è ritenuta non essenziale.

### La frutta disidratata

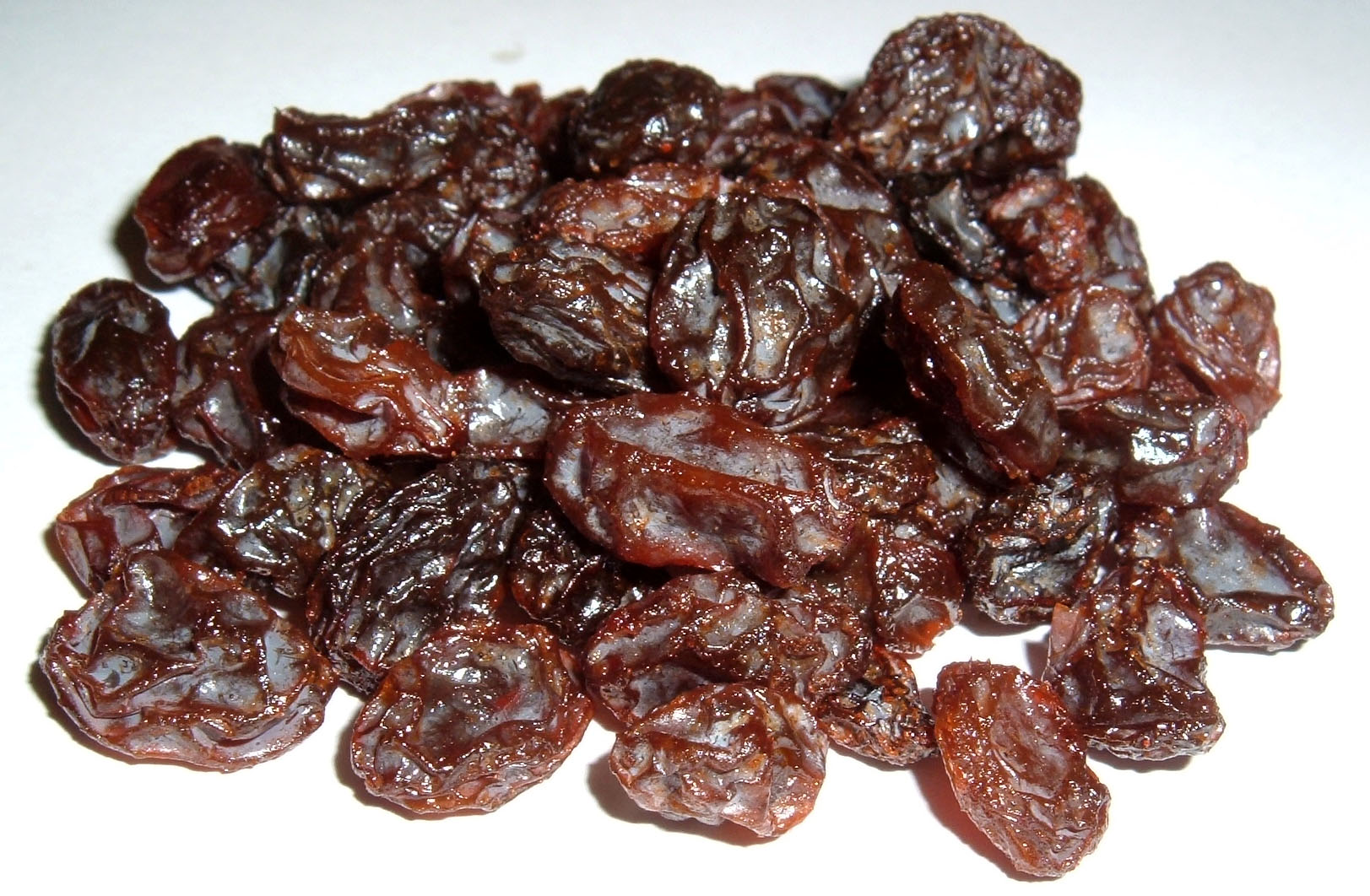
Uva passa zibibbo

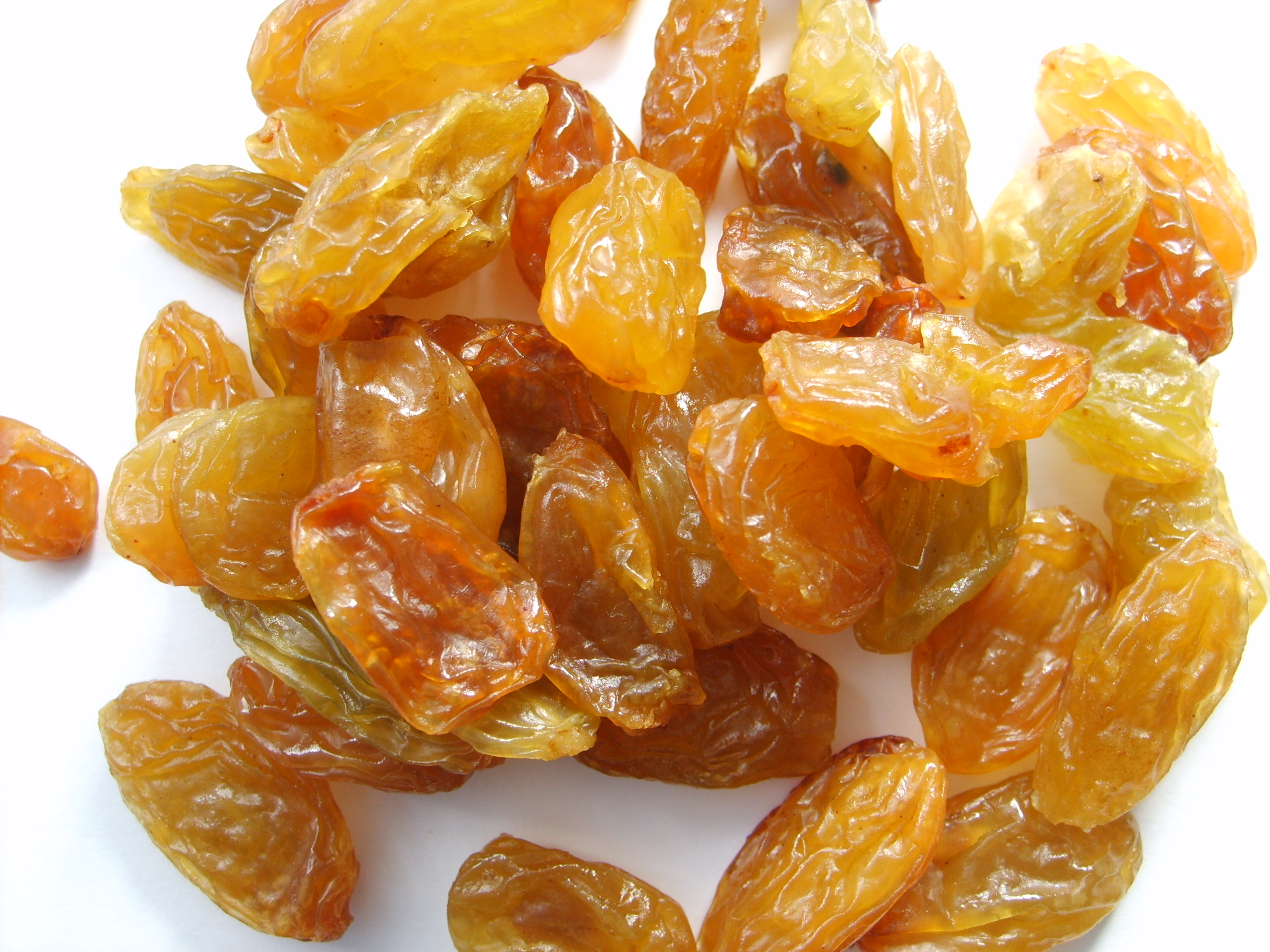
Uva passa sultanina

Quasi tutta la frutta fresca si può trasformare in frutta disidratata. Ne sono esempi i fichi secchi, i datteri secchi, le prugne secche, i pomodori secchi, l'uva passa, eccetera.
A seconda del metodo di lavorazione la frutta disidratata si può dividere in due categorie: la frutta candita e la frutta essiccata.
La deprivazione dell'acqua avviene a freddo, attraverso osmosi con lo zucchero, nel caso della frutta candita, e a caldo, tramite essiccazione naturale al sole o con speciali essiccatori con ventilazione a 70 °C, nel caso della frutta essiccata. Nella frutta candita si ha una deprivazione dei nutrienti ed un accumulo di glucosio, fino al 70% del peso. Inoltre la frutta candita in commercio di norma viene ottenuta con l'uso di zucchero di barbabietola che la rende inadatta al fruttarismo. Almeno in teoria però sarebbe possibile sostituire lo zucchero comune con il fruttosio. Nella frutta essiccata invece la disidratazione dei frutti permette di concentrarne le sostanze nutritive, ottenendo, a parità di peso, un prodotto particolarmente ricco in nutrienti. Ad esempio, mentre il pomodoro fresco ha un contenuto proteico dello 0,88%, nel pomodoro secco questo sale al 14,11% (per confronto la soia secca, alimento base nel veganismo, ha un contenuto proteico del 36,9%).

### La frutta secca

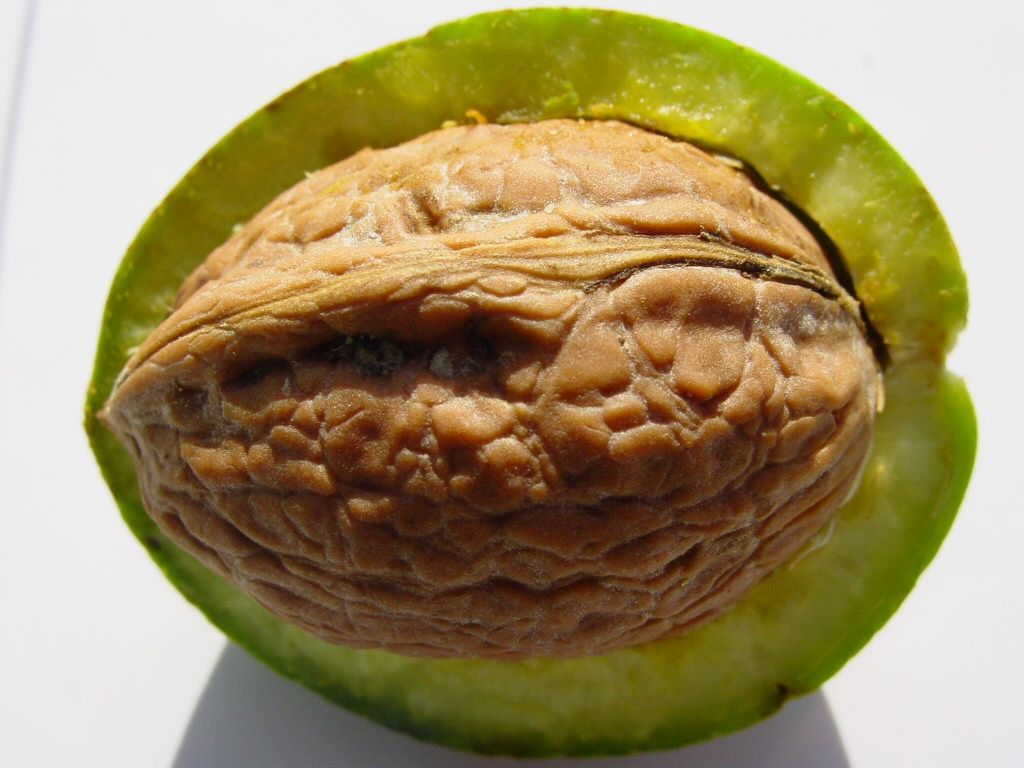
Il mallo attorno ad una noce

Nel linguaggio comune, con il termine di frutta secca, vengono indicati semi freschi, come i lupini, oppure secchi, come i ceci, o infine tostati, come il mais. Altri esempi di frutta secca sono le nocciole, le mandorle, i pinoli, le arachidi, i pistacchi, le castagne, gli anacardi, le noci, le noci brasiliane, le noci macadamia, le noci pecan, eccetera. Nell'alimentazione apportano quote relativamente significative di proteine. I semi di zucca, ad esempio, hanno un contenuto proteico del 30,23% (per confronto la soia secca, alimento base nel veganismo, ha un contenuto proteico del 36,9%). Alcuni fruttariani ritengono lecito cibarsi di questo tipo di semi perché la biologia della riproduzione delle piante ad essi associate prevede il consumo di una quota dei semi da parte degli animali che operano la disseminazione. Naturalmente chi accetta il consumo della frutta secca accetta anche quello dell'olio del vino e dell'aceto comuni, la cui produzione cioè abbia comportato anche la spremitura dei semi delle olive e dell'uva e, allo stesso modo, del peperoncino in polvere e della paprika piccante, la cui produzione cioè abbia comportato anche la macinazione dei semi del peperoncino e del peperone. In particolare il latte di mandorla e il latte di cocco assumono il ruolo di latte fruttariano, equivalente alla funzione del latte di soia, ad esempio, adoperato nel veganismo.

### La cucina fruttariana

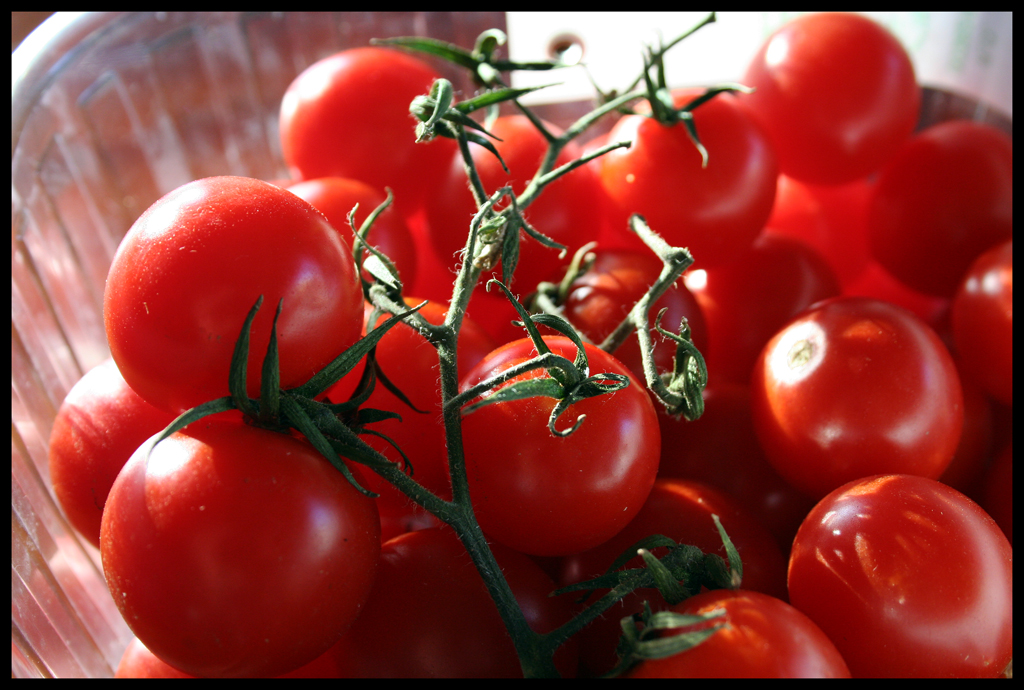
In botanica il pomodoro è un frutto

La cucina fruttariana è il complesso degli alimenti e dei loro preparati, secondo modalità contemporanee o delle tradizioni locali ed etniche, che rispettano gli standard del fruttarismo. Il pregiudizio che vede nel fruttarismo il consumo della sola frutta dolce genera l'idea che un ricettario fruttariano possa prevedere al più solo alcuni tipi di macedonie. Se è vero che la minore disponibilità di alimenti rende una sfida la possibilità di disporre di un ricettario vario, nella realtà, non solo le cucine tradizionali prevedono ricette a base di frutti o che utilizzano in prevalenza frutti, come le vellutate, le caponate, le insalate, le grigliate, eccetera, ma la diffusione del fruttarismo stesso ha dato vita a creativi ed originali piatti basati solo su frutti.

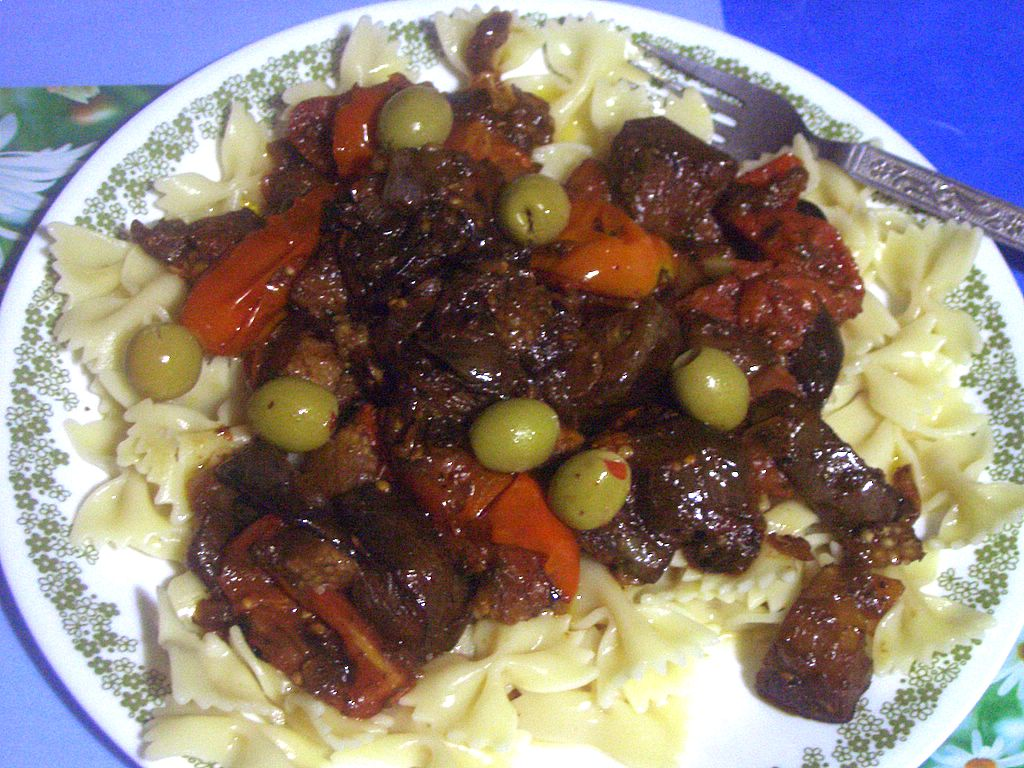
Una caponata è a base di melanzane, pomodoro ed olive ed è pertanto considerata un alimento fruttariano.

Tuttavia, sebbene sia possibile avere pasti fruttariani comprensivi di tutte le portate, i ristoranti che propongono cucina fruttariana sono molto rari. Questa limitazione può creare delle difficoltà nella vita sociale di relazione ancora maggiori rispetto ad essere semplicemente vegetariani o vegani e può essere da sola causa di abbandono di questa scelta alimentare.

## Fruttarismo su base etica

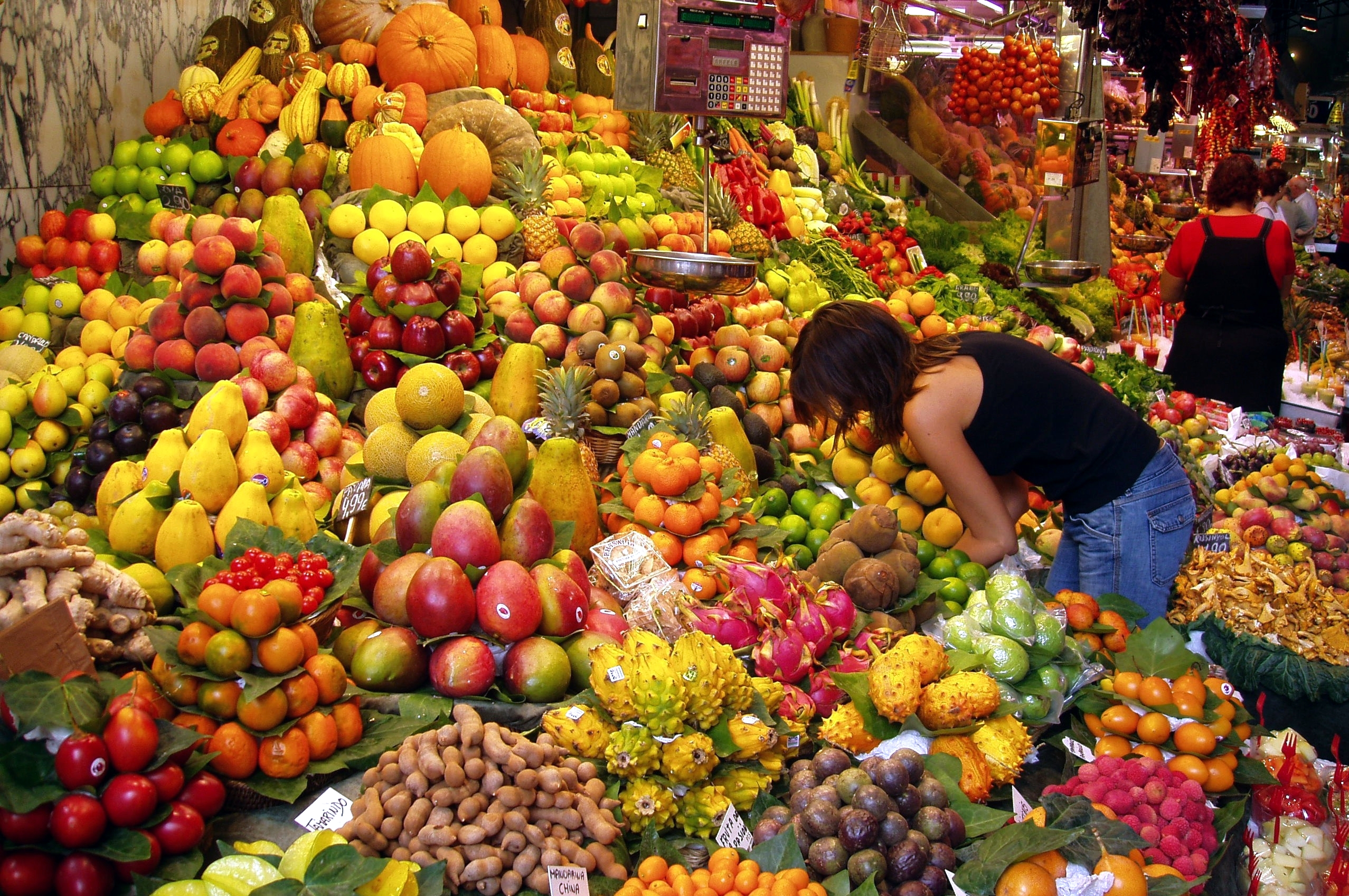
Varietà di frutti in un mercato ortofrutticolo

I fruttariani hanno un approccio di tipo antispecista e non vogliono arrecare danno né alle piante e né agli animali.
Le diete fruttariane quindi escludono gli alimenti di origine animale alla pari di quelle vegane. In più escludono le parti vitali delle piante come radici (es. patata o zenzero), fusti (es. sedano), foglie (es. lattuga), fiori (es. carciofo), e semi. In quanto semi sono vietati i cereali (es. grano), i legumi (es. fagiolo) e le noci (es. mandorlo).
Sono consentiti i frutti e i falsi frutti.
Taluni, basandosi sulla definizione botanica di frutto, comprendono nella dieta anche i fagiolini e le taccole, pur trattandosi di baccelli immaturi contenenti semi che non hanno potuto completare il loro sviluppo.
Altri pur volendo evitare di uccidere una pianta, ritengono lecito nutrirsi di piante allo stato di seme (incluse le noci) e a volte anche di tuberi e di funghi.
I fruttariani quindi non si alimentano tutti allo stesso modo ed esistono diversi approcci, più o meno restrittivi a seconda delle credenze salutistiche o del grado di rispetto verso la vita vegetale.
Si possono distinguere i seguenti approcci etici:
- il falso fruttarismo (si ritiene accettabile nutrirsi dei semi e dei tuberi di quelle piante che precedentemente siano state aiutate a riprodursi)
- il fruttarismo di transizione (si segue una dieta mista di frutti e vegetali in genere)
- il fruttarismo vitariano (è possibile nutrirsi di quelle parti vegetali che le piante possono rigenerare)
- il fruttarismo simbiotico (ci si nutre solo di frutti maturi, in alcuni casi solo di quelli staccatisi spontaneamente dalla pianta e raccolti al suolo).

A rigore, una persona non potrebbe definirsi veramente fruttariana se non rispettasse le piante anche al di fuori dell'alimentazione. È da questa via che arrivano le critiche più severe al fruttarismo perché, per esempio, uno stile di vita veramente fruttariano dovrebbe escludere totalmente l'uso della carta, del legno, del lino, del cotone e della canapa, solo per fare degli esempi.

### Diete fruttaliane
Le persone che seguono una dieta vegetaliana composta da frutti per almeno i 2/3 si definiscono fruttaliane anziché fruttariane.

## Fruttarismo su base salutista
L'alimentazione fruttariana viene ritenuta da suoi promotori come la scelta alimentare più salutistica e più ecologica possibile.
Tali convinzioni sono tuttavia basate su assunti pseudoscientfici ampiamente smentiti dalle attuali conoscenze scientifiche in materia.
I fruttariani in particolare pensano che vi siano prove anatomiche e fisiologiche che farebbero dedurre che la specie umana sia una specie frugivora.
In base a supposti benefici alla salute, si hanno inoltre dei regimi ulteriormente restrittivi: 
- il fruttarismo melariano (si crede che la mela rossa stark delicious sia l'unico alimento specie-specifico dell'uomo)
- il fruttarismo crudista (ci si nutre solo di frutti crudi non lavorati e non trattati)
- il fruttarismo alcalino (si escludono i frutti acidi perché erroneamente ritenuti nocivi alla fisiologia dell'organismo umano).
- dieta senza muco

Tutti questi approcci sono privi di fondamento scientifico e sconsigliabili da ogni punto di vista.

### La dieta senza muco
Un approccio di tipo fruttariano si ha nella cosiddetta "dieta senza muco", ideata dallo scrittore tedesco Arnold Ehret sul finire del diciannovesimo secolo. 
Questa dieta era stata ideata nel complesso di un costrutto pseudoscientifico, ideato dallo stesso Ehert, nell'ambito di una sua proposta di medicina alternativa.
Ereth aveva in particolare ipotizzato che alimentandosi del cibo elettivo dell'uomo, identificato da Ehret nei frutti e, al più, solo in qualche tipo di verdura, si sarebbe potuto evitare il formarsi di una sostanza vischiosa, chiamata muco, nelle pareti intestinali e dello stomaco. Questo muco a sua volta avrebbe innescato una serie molteplice di patologie, che quindi sarebbero state prevenibili e curabili solo attraverso la modificazione della dieta in una direzione fruttariana.
Le idee di Ehret riguardo ad una dieta elettiva ad assenza di tossicità per la nostra specie si ritrovano identiche nel fruttarismo odierno.

### Il crudismo fruttariano

Vari tipi di frutti

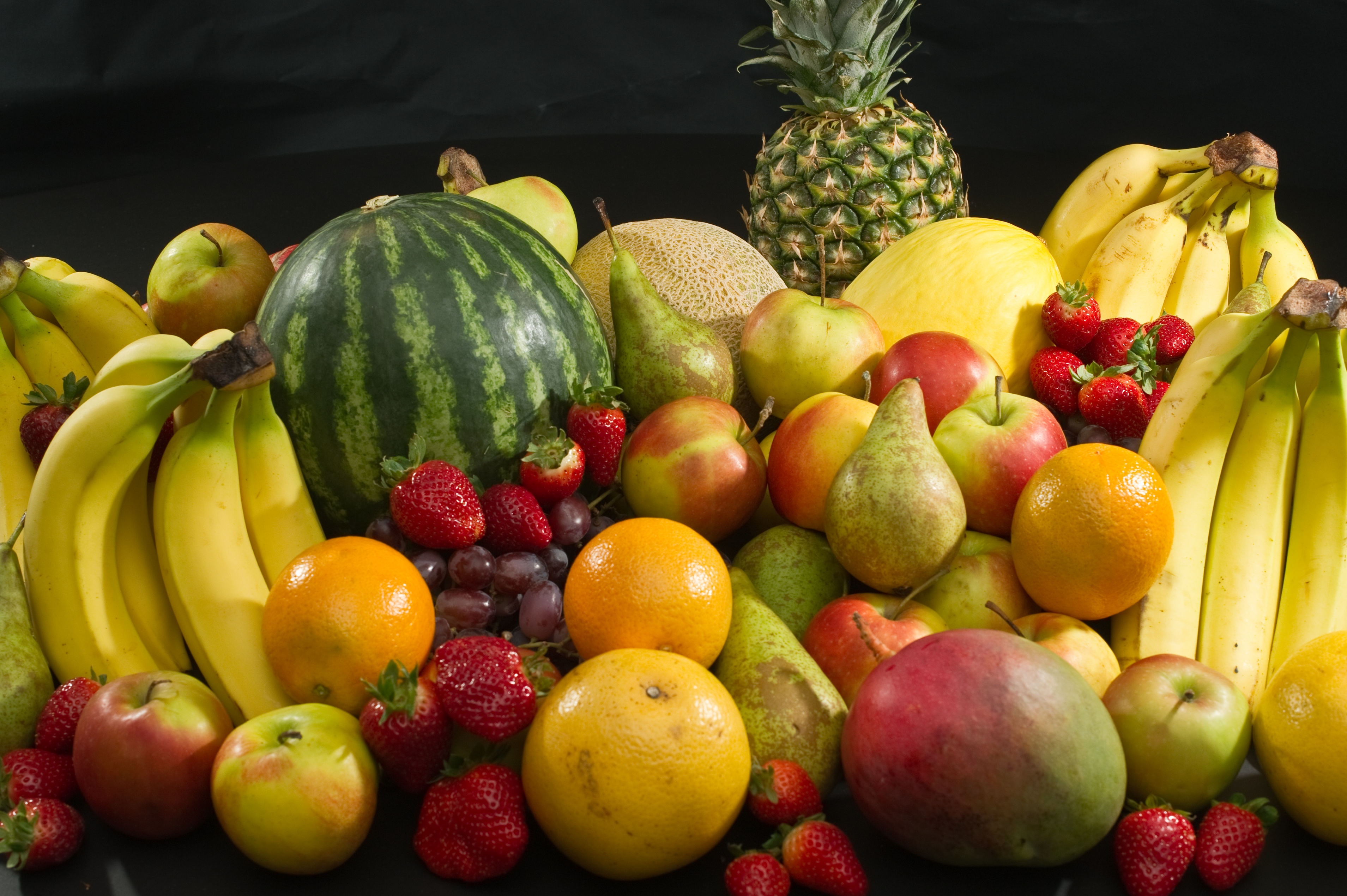
Vari tipi di frutti

Gran parte dei frutti crudi sono commestibili, digeribili ed appetibili, senza bisogno di alcuna cottura. Una dieta fruttariana, quindi, fornisce un'alimentazione che si avvicina molto al crudismo.
Il fruttarismo tende quindi a convergere con il crudismo. Si riscontra che molti fruttariani sono anche crudisti, consumando esclusivamente o prevalentemente frutti crudi e di stagione, non lavorati e non trattati, e spesso provenienti da agricoltura biologica e a chilometro zero.
Poiché nel crudismo si crede che ogni trattamento del cibo ne alteri i valori nutrizionali, la cottura è rifiutata.
Vengono ammessi i prodotti artigianali derivati dalla polpa di frutti sottoposta a solo trattamento meccanico e a solo trattamento termico con una temperatura massima non superiore a 42°C (107,6°F) ed una temperatura minima non inferiore ad 1 °C (33,8 °F).
Quando la temperatura sale sopra i 43 °C infatti ha inizio la denaturazione delle proteine irreversibile e quindi comincia la degradazione dei nutrienti. Quando invece la temperatura scende sotto i 0 °C i liquidi contenuti negli alimenti possono cominciare a formare cristalli di ghiaccio che rompono le membrane cellulari alterando i cibi e le loro proprietà.
l frutti possono essere tagliati, affettati, frullati, centrifugati, spremuti, marinati, essiccati, riscaldati, raffreddati, eccetera. Oltre le normali posate da tavola per uso personale, è quindi permesso l'uso di centrifughe, frullatori, estrattori, essiccatori, spiralizzatori, scaldavivande, frigoriferi, eccetera.
Nel crudismo fruttariano vengono esclusi tutti i prodotti industriali in commercio derivati dai frutti come marmellate e succhi, bevande alcoliche come il sidro ed il vino e, infine, condimenti come l'olio e l'aceto. Non sono permessi anche il sale da cucina ed il bicarbonato di sodio. Vengono rifiutati altresì i frutti provenienti da vegetali OGM. Vengono valorizzate invece le proprietà nutrizionali della buccia dei frutti(limone, arancia, pomelo, ecc.).

### Il melarismo

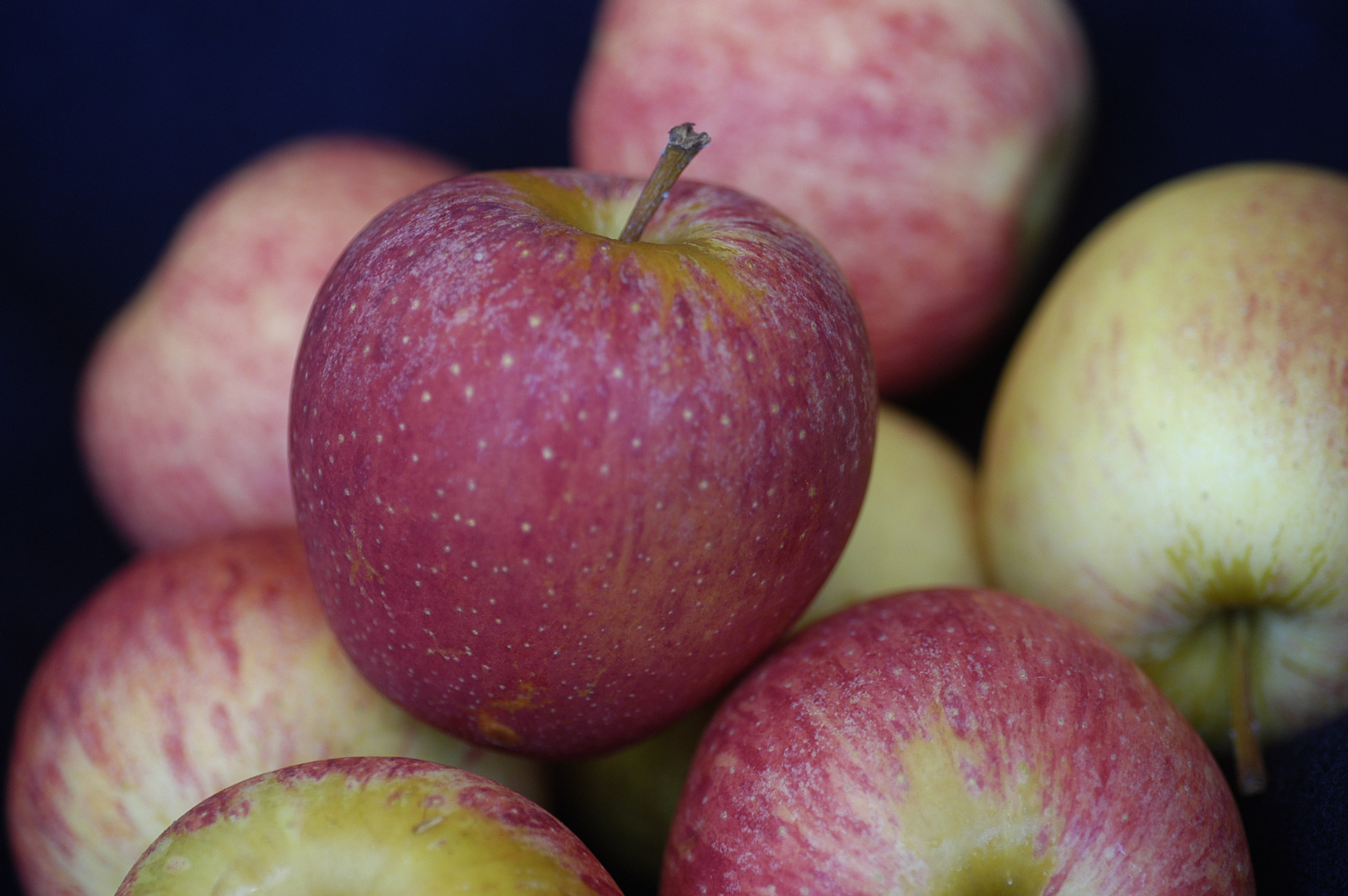
Il melarismo permette solo le mele

Il melarismo è una variante del fruttarismo basata sul consumo di sole mele, escludendo invece qualunque altro tipo di frutta.
Su questa forma di alimentazione la comunità fruttariana è divisa. C'è chi la ritiene il traguardo di un percorso fruttariano completo, basandosi sull'ipotesi, non supportata scientificamente, che la mela sia l'alimento specie-specifico dell'uomo e che quindi questa alimentazione sia valida a sostenere la vita e la salute umana.
Altri invece vedono nel melarismo solo una forma particolare di parziale digiuno che può avere solo un valore ascetico e/o igienista, essendo una pratica che possa essere agita in sicurezza solo sotto stretto controllo medico e solo entro un certo periodo massimo di tempo, che può essere esteso, al più, integrando al consumo di mele fresche anche quello delle mele essiccate, perché con l'essiccazione i nutrienti della mela vengono portati in concentrazione.
Da un punto di vista scientifico e medico il melarismo è una pratica del tutto inaccettabile, visto la totale assenza nella mela di nutrienti essenziali come il selenio, la vitamina B9 e la vitamina B12. In particolare il contenuto proteico in percentuale è di solo lo 0,2% per le mele fresche con buccia che sale all'1,3% per le mele disidratate (per confronto la soia secca, alimento base nel veganismo, ha un contenuto proteico del 36,9%).
Nella variante del melarismo che prevede l'assunzione, come alimento e come bevanda, di una sola mela al giorno ogni giorno si ha una insufficienza sia nell'apporto di calorie che nell'apporto di acqua. Infatti una persona ogni giorno ha bisogno mediamente di assumere alcune migliaia di calorie e alcuni litri d'acqua mentre una sola mela può fornire soltanto qualche decina di calorie e soltanto qualche decilitro d'acqua. Ne consegue quindi l'impossibilità di coprire con l'alimentazione sia il fabbisogno calorico che quello di liquidi.

## Aspetti nutrizionistici e rischi di deficit

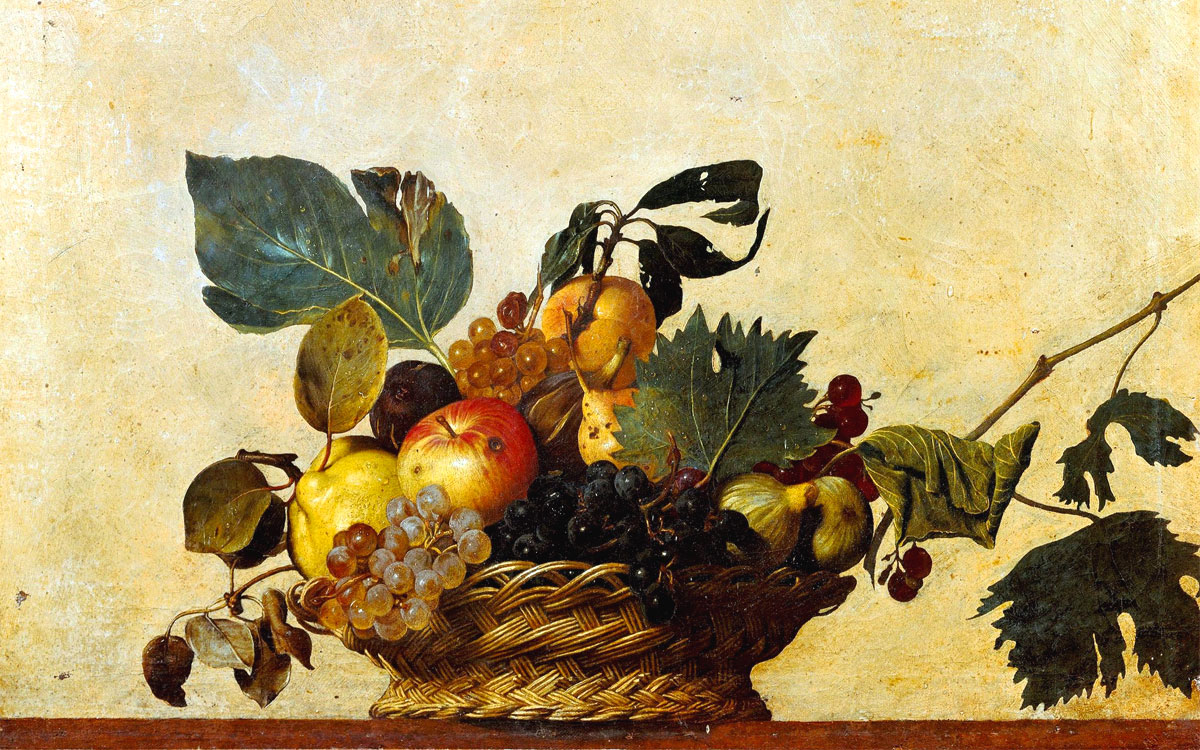
Canestra di frutta - Caravaggio

### Studi clinici
Nel 1971 B.J. Meyer condusse due studi sul fruttarismo. Il primo studio aveva ad oggetto un insegnante di 45 anni che affermava di aver mangiato solo frutta nei 12 anni precedenti, il soggetto venne trovato in un "eccellente stato di salute".
Un secondo studio a breve-termine venne pubblicato sul South African Medical Journal descrivendo come miglioravano i profili lipidici e le tolleranze al glucosio con una particolare dieta fruttariana. Uno studio del 2010 presentava invece il fruttarismo come un disturbo dell'alimentazione che causò nel paziente anche una chetoacidosi.

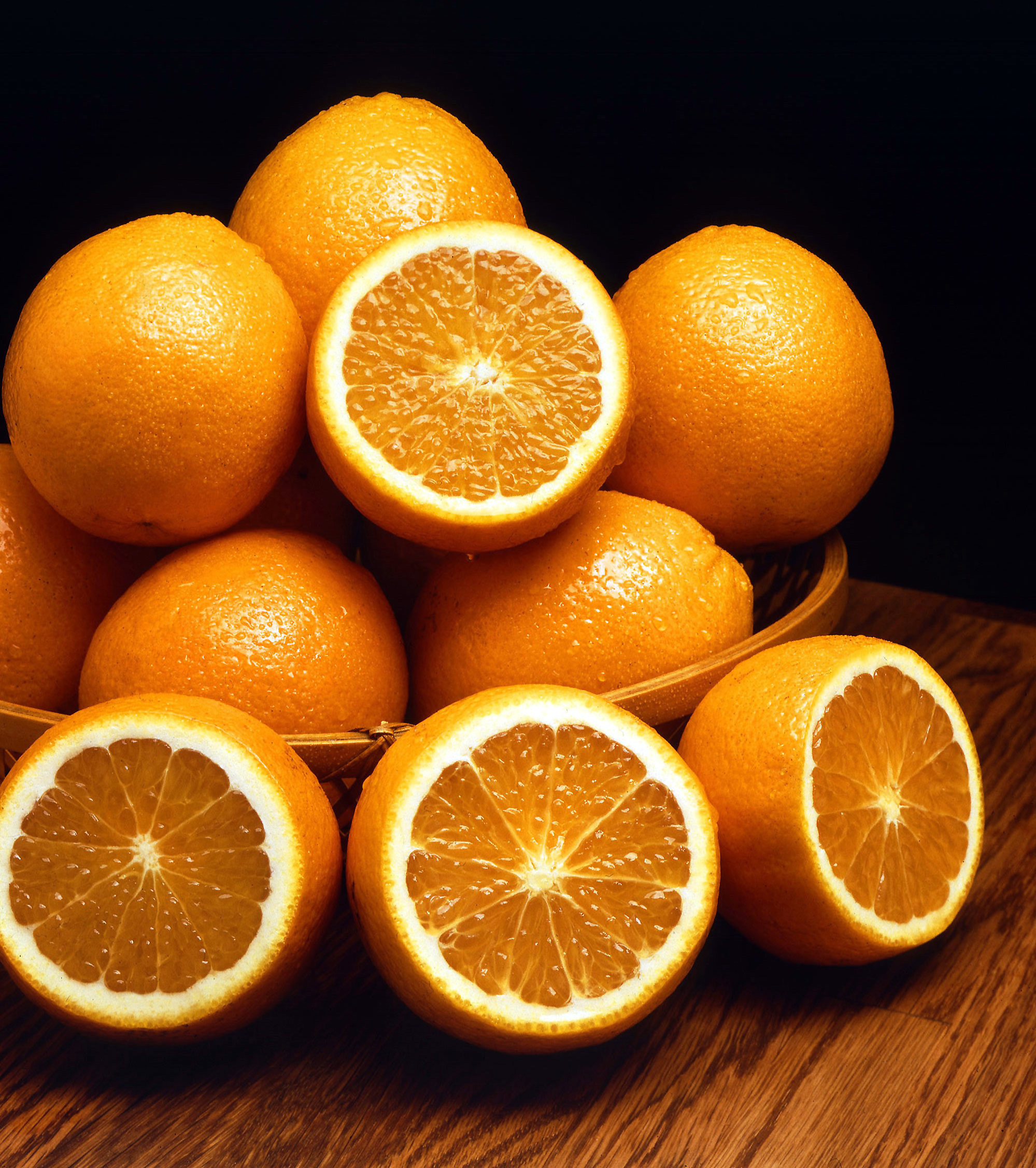
L'arancia è una fonte di vitamina C

### Carenze nutrizionali
Il fruttarismo è più restrittivo del veganismo, aumentando ulteriormente la possibilità di inadeguatezza nutrizionale.
L'Health Promotion Program (Programma sulla Promozione della Salute) della Columbia University riporta che una dieta fruttariana può causare carenze di calcio, proteine, ferro, zinco, vitamina D, la maggior parte delle vitamine B (in particolare della B12), e acidi grassi essenziali. È dunque fondamentale nell'intraprendere una dieta fruttariana farlo sotto stretto controllo medico, facendo analisi periodiche ed affidandosi alle verifiche di un medico esperto in nutrizione. Alle prime manifestazioni di eventuali malesseri o disturbi insoliti, ogni dieta fruttariana va immediatamente sospesa.

### Vitamina B12

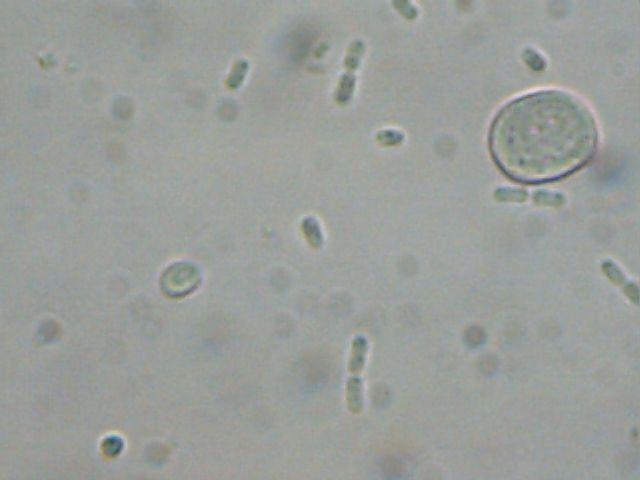
In natura la vitamina B_{12} viene prodotta solo dai batteri

La vitamina B12, un prodotto batterico, non si trova in nessun frutto. Come rileva il National Institutes of Health degli USA "la fonte alimentare naturale della vitamina B12 è limitata ai cibi che provengono dagli animali". Come per i vegani, i fruttariani possono avere il bisogno di includere degli integratori specifici nella loro dieta per non rischiare la carenza della vitamina B12 che è causa di patologie gravi, anche con danni neurologici all'organismo irreversibili.

### Problemi relativi alla crescita e allo sviluppo
La posizione dei nutrizionisti è che i bambini non devono seguire alcuna dieta fruttariana perché la crescita e lo sviluppo sono a rischio. I problemi nutrizionali includono: malnutrizione energetica, carenze di proteine, di una vasta gamma di vitamine e minerali, in particolare ferro e calcio, di acidi grassi essenziali e di fibre grezze.

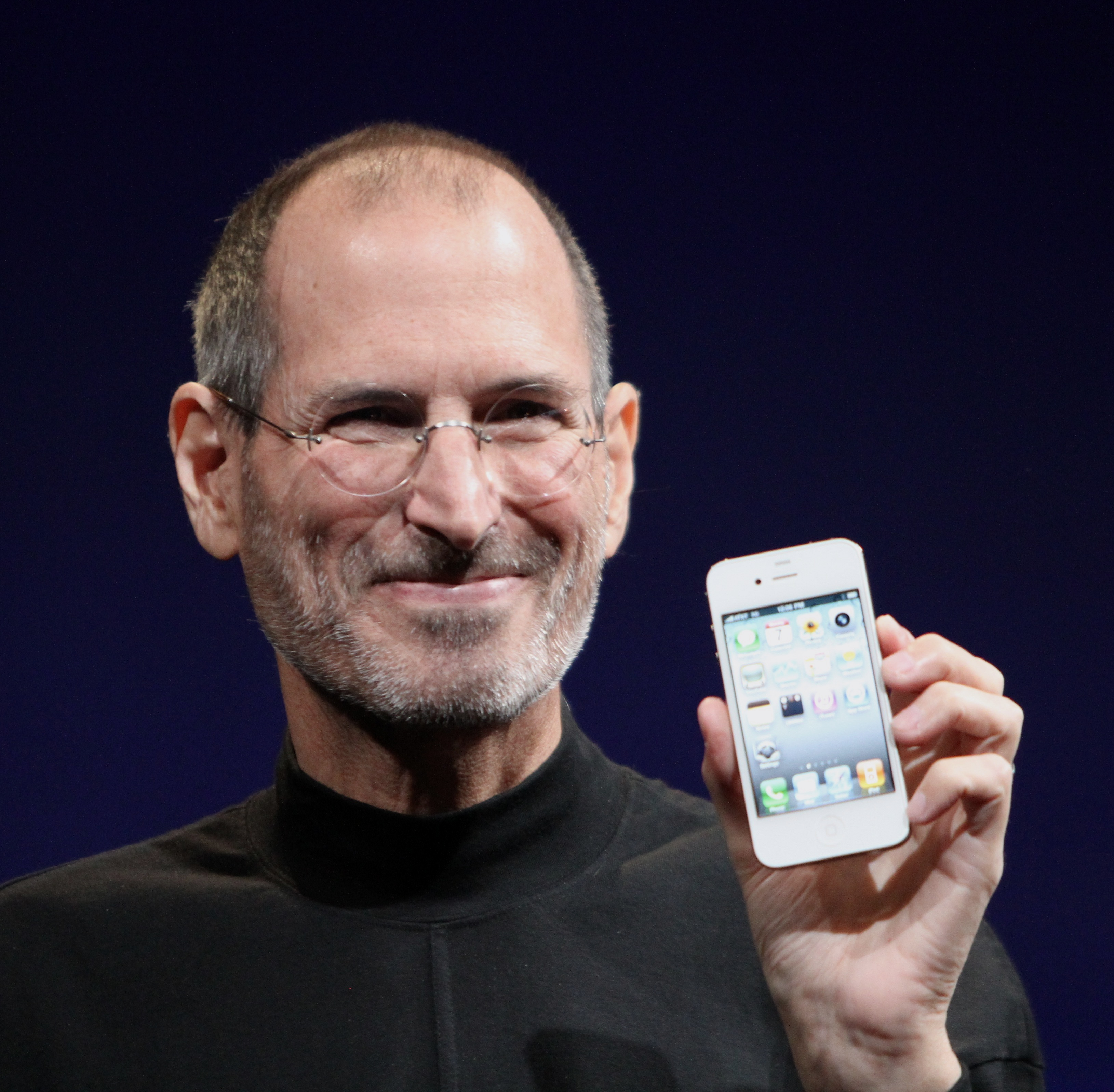
Steve Jobs avrebbe praticato una dieta fruttariana per un certo periodo

## Fruttariani tra realtà e fantasia

### Personaggi famosi
Alcuni sostenitori del fruttarismo, di diete che possono essere considerate fruttariane o di uno stile di vita che, in parte, include una dieta di frutta, sono stati:
- August Engelhardt[59],
- Arnold Ehret,
- Raymond W. Bernard[60]
- Anne Osborne[61],
- Essie Honiball, ha aderito alla dieta fruttariana solo per un certo periodo[62],
- Steve Jobs, avrebbe praticato una dieta fruttariana per un certo periodo.

Alcuni, come Johnny Lovewisdom, hanno sperimentato diverse diete, come il fruttarismo succoso o liquidarismo (solo il succo dei frutti) e, infine, il vitarianismo (frutta, verdura, e derivati del latte).
Ashton Kutcher, che l'ha provata prima delle riprese del film biografico su Steve Jobs, è stato ricoverato d'urgenza per problemi al pancreas, presentando valori delle analisi alterati.

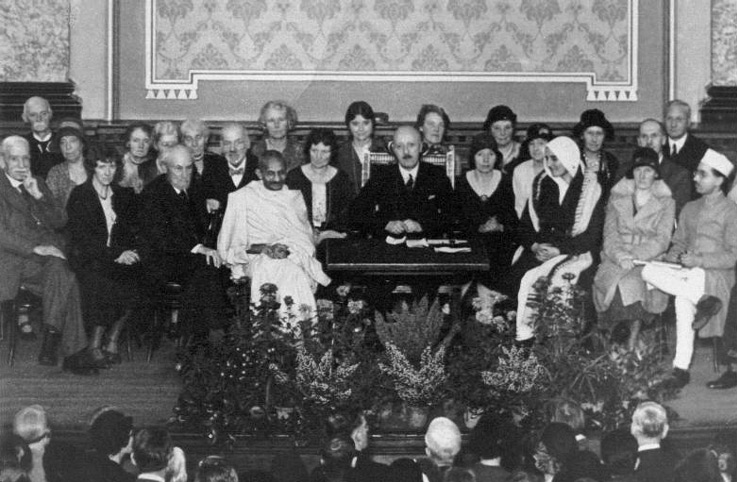
Gandhi alla Vegetarian Society

### Figure storiche
- Mohandas Karamchand Gandhi ha sostenuto una dieta fruttariana per 5 anni[68]. La dieta è stata interrotta a causa della pleurite, una condizione preesistente, dopo le pressioni del Dr. Jivraj Mehta[69].
- Ben Klassen, fondatore del Movimento Creatività[70], e autore di The White Man's Bible sostenitore di una dieta fruttariana che include frutta, verdure e noci[71].
- Idi Amin, il dittatore dell'Uganda, divenne un fruttariano in Arabia Saudita durante l'esilio[72].

### Nella finzione
- Prot (l'alieno interpretato da Kevin Spacey) in K-PAX - Da un altro mondo, un film del 2001, diretto da Iain Softley e tratto dall'omonimo romanzo K-PAX scritto da Gene Brewer.
- Ayesha del romanzo She di H. Rider Haggard e i suoi sequel.
- Gli Eloi del romanzo La macchina del tempo di Herbert George Wells.
- Il diavolo Medusa Johnson in Leonard salverà il mondo.
- Keziah in Notting Hill. Keziah mangia solo frutta che è caduta dagli alberi o dai cespugli.
- Personaggi come Mr. Mick nel romanzo di Gilbert K. Chesterton Il Napoleone di Notting Hill.
- Ryūko Mifune nella light novel Denpa onna to seishun otoko, di Hitoma Iruma.